# 日テレポシュレ
『日テレポシュレ』（にってれぽしゅれ、英称：Nittele Poshlet）は、日本テレビの通信販売サイトと、日本テレビ（関東ローカル）にて放送されている同名番組のタイトル。「ポシュレ」というネーミングは「テレショップ」（teleshop）のスペルを逆さにもじったもの（アナグラムの一種）で、当時の担当プロデューサー棚次隆のアイデア。
2017年10月よりサイト名が「日テレ通販」から改称されたのに伴い、番組名も『日テレポシュレ』に統一された。

## 平日昼版
月曜から木曜（以前は金曜）までの11:10 - 11:20（以下、放送時間はすべてJST）に放送中。日テレアックスオン（旧日本テレビエンタープライズ）の制作。
1996年10月から放送開始。主に主婦層をターゲットとした被服・カバン・食品系の商品を扱っている。毎回1品 - 2品の商品を紹介している。

### 番組の変遷
| 時期                          | タイトル                   | 司会                                                                     | 放送時間(NTV)                                                   | 備考                                             |
| ----------------------------- | -------------------------- | ------------------------------------------------------------------------ | --------------------------------------------------------------- | ------------------------------------------------ |
| 1996年9月30日 - 2002年3月29日 | ポシュレ                   | 大石吾朗・大杉君枝                                                       | （不明）                                                        | 「峰竜太のホンの昼メシ前」に内包                 |
| 2002年4月1日 - 2004年10月1日  | ポシュレ                   | 大石吾朗・大杉君枝                                                       | 月曜 - 金曜 10:16頃                                             | 「ザ!情報ツウ」に内包                            |
| 2004年10月4日 - 2005年3月31日 | ポシュレヌーボー           | 河本香織・矢島学                                                         | 月曜 - 木曜 11:20 - 11:25 金曜 10:25 - 10:30→金曜 10:55 - 11:00 | 単独番組                                         |
| 2005年4月1日 - 2005年9月30日  | ポシュレヌーボー           | 大杉君枝・ゆうたろう                                                     | 月曜 - 木曜 11:20 - 11:25 金曜 10:25 - 10:30→金曜 10:55 - 11:00 | 単独番組                                         |
| 2005年10月3日 - 2006年3月31日 | ポシュレヌーボー           | 大杉君枝・東海林のり子                                                   | 月曜 - 木曜 11:20 - 11:25 金曜 10:25 - 10:30→金曜 10:55 - 11:00 | 単独番組                                         |
| 2006年4月3日 - 2009年3月27日  | ラジかるッ×ポシュレ        | 東海林のり子・馬場典子・宮崎宣子                                         | 月曜 - 金曜 11:11頃                                             | 「ラジかるッ」に内包                             |
| 2009年3月30日 - 2009年10月2日 | DON!DON!ポシュレ           | 東海林のり子・吉岡美穂・杉上佐智枝                                       | 月曜 - 金曜 11:11頃                                             | 「おもいッきりDON!」に内包                       |
| 2009年10月5日 - 2010年3月26日 | PON!PON!ポシュレ           | 東海林のり子・吉岡美穂・杉上佐智枝                                       | 月曜 - 金曜 11:11頃                                             | 「おもいッきりDON!第1部 おもいッきりPON!」に内包 |
| 2010年3月29日 - 2010年9月30日 | PON!PON!ポシュレ           | 東海林のり子・吉岡美穂・杉上佐智枝・Vanilla Mood※                        | 月曜 - 金曜 11:10頃                                             | 「PON!」に内包                                   |
| 2010年10月1日 - 2011年9月30日 | PON!PON!ポシュレ           | 東海林のり子・吉岡美穂・杉上佐智枝・西村知美                             | 月曜 - 金曜 11:10頃                                             | 「PON!」に内包                                   |
| 2011年10月3日 - 2014年3月31日 | PON!PON!ポシュレ           | 竹内都子・西村知美・佐藤良子                                             | 月曜 - 金曜 11:10頃                                             | 「PON!」に内包                                   |
| 2014年4月1日 - 2016年3月25日  | PON!PON!ポシュレ           | クワバタオハラ（くわばたりえ・小原正子）・遼河はるひ・春香クリスティーン | 月曜 - 金曜 11:15頃                                             | 「PON!」に内包                                   |
| 2016年3月28日 - 2017年9月28日 | PON!PON!ポシュレ           | クワバタオハラ（くわばたりえ・小原正子）・遼河はるひ・春香クリスティーン | 月曜 - 木曜 11:15頃                                             | 「PON!」に内包                                   |
| 2017年10月2日 - 2018年9月27日 | 日テレポシュレ             | クワバタオハラ（くわばたりえ・小原正子）・遼河はるひ・春香クリスティーン | 月曜 - 木曜 11:15頃                                             | 「PON!」に内包                                   |
| 2018年10月1日 - 2023年3月30日 | 日テレポシュレ             | クワバタオハラ（くわばたりえ・小原正子）・遼河はるひ・春香クリスティーン | 月曜 - 木曜 11:15頃                                             | 「バゲット」に内包                               |
| 2023年4月3日 -                | 日テレポシュレ三ツ星モール | くわばたりえ・遼河はるひ・田中美奈子・麻木久仁子                         | 月曜 - 木曜 11:10 - 11:20                                       | 単独番組 初回は日テレ・マイスタジオ前から生放送  |

※Vanilla Moodはコーナーの最初と最後のみ、メンバーの内一人だけ出演。

### ネット局
『三ツ星モール』時点のネット局は、日本テレビ・くまもと県民テレビ（月-水）。
「PON!」放送時のネット局は、PON!を参照。
「おもいッきりDON!」放送時のネット局は、おもいッきりDON!を参照。
「ラジかるッ」放送時のネット局は、ラジかるッを参照。
「バゲット」まで長らく放送してきた南海放送は2023年3月の終了時に同時打ち切り。
BS日テレでは別途『ポシュレ ベストセレクション』を放送。

### 偽プラダ商品回収
同番組にて、2002年2月8日・2月22日・3月1日に紹介された有名海外ファッションブランドのプラダ（PRADA）のコンパクトバッグ・ミニバッグ・ポーチ（同じ業者から納入）の一部が、プラダの日本法人などから「プラダ社のものではない」との指摘を受け、日本テレビは同番組内で謝罪し、商品を扱った日本テレビエンタープライズは商品の回収を行った。この件で日本テレビは「今後はチェック体制を強化して再び起きないように努力します」とのコメントを出している。
尚、番組で紹介したコンパクトバッグは32,800円の価格で138個・ミニバッグは16,800円で342個・ポーチは10,000円で502個を、それぞれプラダ直営店での販売価格よりも安価で販売していた。

## 深夜版
2005年10月8日（10月7日深夜）より『気になる通販ランキング!ポシュレデパート深夜店』として放送開始。2013年7月2日（7月1日深夜）より『ポシュレデパート深夜店』に改題。前身番組の『ポシュレアミーゴ』の流れを引き継いでいる。火曜未明（月曜深夜）を除く毎日未明（・早朝）帯に放送。30分版・60分版・90分版が長らく放送されてきたが、最近では75分版に加え、45分版も放送されるようになっているほか、翌朝にかけて本放送・再放送・再放送と組み合わせるなどして編成することもある。また、日曜未明・早朝帯（土曜深夜）には『日テレアップDate!』開始の5:10までの間、長尺の生放送が行われることがある。この時間の大きな変動は『カイモノラボ』（TBSテレビ）にも共通する。日本テレビで放送されている通販番組で人気のある商品を中心に紹介される。
東日本大震災発生後、2011年3月30日（3月29日深夜）放送分まで当番組の放送を自粛し、『日テレNEWS24』のフィラーを通常時よりも前倒しでの拡大放送またはスポーツ特番を行うことで対応した。2011年3月31日（3月30日深夜）放送分から放送を再開している。ただし、2011年4月8日（4月7日深夜）放送分は4月7日23:32に発生した宮城県沖地震に伴い、『NNN緊急特番』を放送したため、震災関連での再度の休止となった。
ネット通販「YAHOO!SHOPPING」や雑誌通販「ベルメゾン」とのコラボも展開するが、雑誌コラボは数回の放送で終了してしまった。また、タレント企画や日本テレビの番組から生まれた商品を多く扱っている。一例としては、サイパンの「ボージョボー人形」は『ザ!世界仰天ニュース』からピックアップされた。2011年4月1日（3月31日深夜）放送分からは地上デジタル放送では番組連動データ放送を行っており、チャンネルを合わせるだけでデータ画面が現れる。
2014年10月2日（10月1日深夜）からは『ポシュレモダンモール』と改題し、2017年10月2日（10月1日深夜）まで放送された。
平日昼版をネットしていない一部の日本テレビ系列でも放送されている。
2017年10月5日（10月4日深夜）から『日テレポシュレ』に改題・リニューアルして放送されている。

### 出演者
- KABA.ちゃん（店長）
- 水野裕子
- 児島浩次郎（商品紹介）
- わたなべみえこ（商品紹介）
- 藤井恒久（ナレーションも担当・日本テレビアナウンサー）
- 齊藤夢愛（アシスタント）
- 桜井ひな
- 山本舞衣子（初代秘書・日本テレビアナウンサー→フリーアナウンサー、現在は商品紹介のVTRに登場している）
- 山下美穂子（2代目秘書・日本テレビアナウンサー、現在は商品紹介のVTRに登場している）
- 上田まりえ（3代目秘書・日本テレビアナウンサー→フリーアナウンサー）

過去の出演者
- ピエール高木
- 森ともみ
- 有賀さつき[6][7][8]

## ポシュレモーニング
2015年4月より、日曜5:10 - 5:40に放送されている。通常のテレビショッピングを放送する回と、太川陽介が出演する「太川陽介のLuiLuiいいもの探し」を放送する回に分かれている。
2020年10月より日曜5:25 - 5:55（原則として第4日曜のみ5:10 - 5:40）に放送時間を変更する。
日曜朝にはかつて『ポシュレサンデー』が放送されていたが、こちらは実質『ジャパネットたかた テレビショッピング』の改題版であった。

## おためしポシュレちゃん
BS日テレでは月曜2:00 - 2:30 

### 出演者
- ナジャ・グランディーバ
- 信江勇
- 浜ロン

## ラジオショッピング
- 日本テレビ系列のラジオ兼営局を中心に、ポシュレのラジオショッピングが放送されることもある（青森放送など）。
- 2013年2月11日には、文化放送と日テレグループのAMラジオ局、アール・エフ・ラジオ日本がラジオショッピング番組「ポシュレ・スペシャル」を共同制作した。

## 日テレポシュレ BS店
BS日テレでは『日テレポシュレ BS店』のタイトルで放送されている。2020年10月からはマルチ編成を実施のため、メインチャンネル（141ch）で放送している。

### 放送時間
- 火曜 - 土曜2:30 - 3:00

### 出演者
- 石田純一
- 太川陽介
- アンミカ
- サバンナ（八木真澄・高橋茂雄）
- 田中美奈子
- 田中律子
- 内田恭子
- 梅宮アンナ
- 花田景子
- 小錦千絵
- 仁香
- 安藤和津
- 紫吹淳
- 中山エミリ
- 水野裕子
- チャンカワイ
- 渡辺正行
- 神奈月
- 猫ひろし夫妻
- ホリ夫妻
- ノッチ（デンジャラス）夫妻
- U字工事（福田薫・益子卓郎）
- 木本武宏（TKO）
- 鈴木奈々
- 杉浦太陽
- 井上咲楽
- ギャル曽根
- 松本志のぶ
- 熊谷真美
- 大島麻衣
- 馬場ももこ

ほか
過去
- 有賀さつき

## 特別番組
- 行列のできる芸能人通販王決定戦（2008年11月13日 - 2011年5月） - MC：島田紳助、（2012年11月11日 - ） - MC：東野幸治
- 今田耕司の世界オモシロ通販!!（2015年8月09日 - 2017年7月22日） - MC：今田耕司
- 久本通販シリーズ - MC：久本雅美
  - 久本雅美のこれぞにっぽん（2016年11月12日 - 2018年6月30日）
  - これぞ久本雅美たまらん逸品（2018年11月10日 - 2020年6月27日）
  - これぞ久本雅美〜おうち時間を楽しく過ごす 厳選アイテム大集合SP〜（2020年10月31日）
  - これぞ久本雅美 THE通販 〜話題の商品集めてみましたSP〜（2021年3月6日）
  - 芸能人は通販で幸せになれる⁉（2021年6月19日）
  - これぞ久本 スゴすぎ逸品SHOW（2021年11月13日 - ）
- ヒロミあさこのバカ売れSP - MC：ヒロミ、いとうあさこ
  - ヒロミのその節はお世話になりました（2017年11月18日）
  - ヒロミ☆あさこの通販プライスバトル（2018年8月4日）
  - ヒロミ☆あさこの芸能人神ギフトGP（2018年11月24日）
  - ヒロミ☆あさこの大家族にバカ売れグッズ贈ったらメチャメチャ喜びましたSP（2019年7月13日 - 2021年11月7日（毎年7月・11月））
  - ヒロミ☆あさこの昭和平成懐かしのスターを直撃!令和のバカ売れ商品をお届けSP（2022年7月24日・11月13日・2023年7月15日）
- バカ売れ商品と悩める〇〇妻（2023年11月12日 - ） - MC：アンミカ、パンサー

## スタッフ（日テレポシュレ）
- 演出：福島伸次郎
- ナレーション：三石琴乃、諏訪部順一、栗田圭、トビー上原
- 構成：川原慶太郎、オーガネク（オガネクヨシタカ）、工藤ひろこ、夏目宗弘
- MD：針ヶ谷由里、井関和則、宇井悠、竹内康人、佐分利貴子、清水寛司、渡邊佳代子、山口光一、村上早苗、清水麻結
- 考査：秋山英俊、笠原大輔
- テイストリピューター：渡邊淳子、吉田晃子、松谷唯衣、若林優里（若林→以前はHP）
- HP：清水裕美、府金亮、高橋麻美、石原里菜、佐藤瑞恵
- TM：矢込宏敬
- 美術：上條宏美
- デザイン：本田恵子
- CG：柳麗
- 技術・編集・MA：NiTRO
- 音効：北澤寛之、江口晃史
- フルフィル：久保田英晴
- 協力：りらいあコミュニケーションズ、アドレス通商、東京オフラインセンター
- AP：大竹ゆうこ
- ディレクター：佐藤伸一、斉藤良大、島袋みさと、池田修大、佐谷直子、平賀知博、佐々木后里、横内友祐、村崎遥香、玉井伴宙、松井志穂
- プロデューサー：中谷聡（以前は制作）、伊藤峰子（以前は考査）、杉本理恵（AXON）、辻井愛美（以前は制作進行）
- 制作：筒井亥彦
- 制作協力：AXON
- 製作著作：日テレ

### 過去のスタッフ
- 総合演出：高木章雄
- 演出：成田理、小江翼
- ナレーション：若林健治
- 構成：川上トリオ
- 商品担当：平井康雄、細谷詳子
- 商品考査：小林孝子
- HP：小田晶子
- CG：堀江隆臣
- 美術：高津光一郎、栗原和也
- デザイン：大倉聡明
- 音効：サウンドプロ企画
- 技術・編集・MA：日テレビデオ
- 技術・制作協力：RUMBLE BEE inc.
- フルフィル：丸山由香里
- AP：金子カオリ、小川典子
- 制作進行：内藤梨恵子
- ディレクター：田中久義、成田千明、須藤康弘、三枝英治、赤坂祐貴、稲葉則央、小西梓美、寺沢隆、土師恭子、平林淳
- プロデューサー：土田健太、及川千津、吉田歩美、中島小恵理、羽村直子、鬼丸尚、里村匡史、中瀬博治、金田渉、松島美由紀、大嶽一豪、櫻井紀子、齊藤尚宣、椿有貴、久保田誠、川口凌子
- 統括：柴田裕次郎、小塩真奈、瓜生健
- 制作：面髙直子、菅沼直樹
- 制作協力：日テレエンタープライズ、アンメック